# Die Grundlagen der Arithmetik
Die Grundlagen der Arithmetik (1884) mit dem Untertitel Eine logisch-mathematische Untersuchung über den Begriff der Zahl ist eines der Hauptwerke Gottlob Freges.
Thema des Buches ist die Erläuterung des Begriffs „Zahl“ bzw. „Anzahl“. Anhand dieses Grundbegriffs skizziert Frege sein logizistisches Programm, d. h. die Zurückführung der Mathematik auf die Logik. Es finden sich sowohl Bemerkungen zum theoretischen Hintergrund dieses Programms als auch der Entwurf einer praktischen Umsetzung. Im Gegensatz zu der fünf Jahre früher erschienenen Begriffsschrift verzichtet Frege auf eine formale Notation, Theoreme und Definition werden in natürlicher Sprache ausgedrückt, bei Beweisen wird nur die Beweisidee angedeutet. Eine mit der Notation der Begriffsschrift durchformalisierte Umsetzung des logizistischen Programms findet sich später in „Grundgesetze der Arithmetik“ (1893 und 1903). Freges Vorgehensweise, seine Untersuchung an Beobachtungen über den natürlichen Sprachgebrauch zu orientieren, hatte einen großen Einfluss auf die spätere Analytische Philosophie.

## Die Theorie des Logizismus
Das Programm des Logizismus, wie es Frege in den Grundlagen darstellt, fußt im Wesentlichen auf seinem Anti-Psychologismus sowie der Überzeugung, dass die Sätze der Arithmetik analytisch sind.

### Anti-Psychologismus
Für Frege sind mathematische Objekte gegenständlich, jedoch abstrakt. Er wendet sich gegen die Konzeption, dass sie nur im Denken existieren: „So ist auch die Zahl etwas Objektives. [...] So verstehe ich unter Objektivität eine Unabhängigkeit von unserem Empfinden, Anschauen und Vorstellen [...].“ (§ 26) Dies bedeutet auch, dass in mathematischen Beweisen nicht auf Intuition oder Anschauung zurückgegriffen werden darf. D. h. Frege kann sich nicht damit abfinden, dass „der Mathematiker zufrieden ist, wenn jeder Übergang zu einem neuen Urteile als richtig einleuchtet, ohne nach der Natur dieses Einleuchtens zu fragen, ob es logisch oder anschaulich sei“ (§ 90). Nach Frege muss in einem Beweis jeder Schritt durch eine Schlussregel abgedeckt sein und die zulässigen Regeln müssen im Vorhinein spezifiziert werden, eine Forderung, die sich in letzter Konsequenz nur in einem formalen System wie Freges Begriffsschrift umsetzen lässt: „Die Forderung ist also unabweisbar, alle Sprünge in der Schlussfolgerung zu vermeiden. [...] Um diese Übelstände zu vermeiden, habe ich meine ‚Begriffsschrift‘ erdacht“. (§ 91)

### Analytizität der Arithmetik
Frege tritt der Auffassung Kants entgegen, dass die Theoreme der Arithmetik synthetische Urteile a priori darstellen, also Sätze, die keine rein begrifflichen und dennoch erfahrungsunabhängige Wahrheiten sind. (Er akzeptiert aber diese Einschätzung im Falle der Geometrie: „Indem [Kant] die geometrischen Wahrheiten synthetisch und a priori nannte, hat er ihr wahres Wesen enthüllt“ (§ 89)).
Noch ferner als die Ansicht Kants liegt ihm die John Stuart Mills, der die Sätze der Arithmetik für a posteriori, also von der Erfahrung abhängig, hält (vgl. § 7).
Frege glaubt dagegen, dass die Arithmetik analytisch ist, d. h., dass es möglich ist, ihre Sätze rein auf logische Wahrheiten zurückzuführen. „Es kommt nun darauf an, den Beweis zu finden und ihn bis auf die Urwahrheiten zurückzuverfolgen. Stößt man auf diesem Wege nur auf die allgemeinen logischen Gesetze und auf Definitionen, so hat man eine analytische Wahrheit“ (§ 3). Seine Auffassung gründet sich vor allem auf die Tatsache, dass es ihm gelungen ist, die Schlussregel der vollständigen Induktion, welche allein in der Mathematik gebraucht wird und daher nicht-logischen Charakter zu haben scheint, auf eine Definition zurückzuführen: „Und dadurch gelang es, die Schlussweise von n auf (n+1), welche gewöhnlich für eine eigentümlich mathematische gehalten wird, als auf den allgemeinen logischen Schlussweisen beruhend nachzuweisen.“ (§ 108) Diese Definition, die übrigens als eine der herausragenden Leistungen des Mathematikers Frege angesehen werden muss, hatte er schon in der Begriffsschrift formuliert, in den „Grundlagen“ findet sie sich in § 79.
Die Sätze der Arithmetik können also auf Definitionen zurückgeführt werden, allerdings sind diese weitaus komplexer als diejenigen, die in Kants Beispielen für analytische Sätze vorkommen, Kant hatte also offenbar die schöpferische Kraft der Definition unterschätzt: „Die fruchtbareren Begriffsbestimmungen ziehen Grenzlinien, die noch gar nicht gegeben waren. Was sich aus ihnen schließen lasse, ist nicht von vornherein zu übersehen [...]. Diese Folgerungen erweitern unsere Kenntnis und man sollte sie daher Kant zufolge für synthetisch halten; dennoch können sie rein logisch bewiesen werden und sind also analytisch“ (§ 88).

## Die Praxis des Logizismus: Definition der Anzahl
Ungefähr die erste Hälfte von Freges Essay (§ 5 – § 44) befasst sich mit seiner Kritik an Philosophen und Mathematikern, die versucht haben, den Begriff der Zahl zu bestimmen. In der zweiten Hälfte (§ 45 – § 109) legt er seine eigene Definition vor und versucht zu zeigen, dass sie von den vorher angeführten Schwierigkeiten frei ist.

### Freges Kritik an seinen Vorläufern
Frege untersucht verschiedene Ansichten über das Wesen der Sätze der Arithmetik, das der Zahlen und das der Einheit. Er leitet aus diesen Aporien ab und zeigt so, dass sie unhaltbar sind. So weist er beispielsweise nach, dass Leibniz’ Beweis für „2 + 2 = 4“, der scheinbar nur auf Definitionen beruht, fehlerhaft ist (§ 6).
Er kritisiert auch die Ansicht Ernst Schröders, nach der die Zahlen aus Ansammlungen von Dingen durch Abstraktion entstehen, indem von allen anderen Eigenschaften der Dinge, außer eben ihrer Anzahl, abgesehen wird (§ 21). Ansammlungen von Dingen könnten nicht die Grundlage der Zahlen sein, da man derselben Ansammlung unterschiedliche Zahlen zuordnen kann: „[Ich kann] die Ilias als 1 Gedicht, als 24 Gesänge oder als eine große Anzahl von Versen auffassen. [...] So ist auch ein Gegenstand, dem ich mit demselben Rechte verschiedene Zahlen zuschreiben kann, nicht der eigentliche Träger einer Zahl“ (§ 22).
Frege untersucht auch Versuche, Zahlen aus „Einheiten“ entstehen zu lassen, wobei eine Einheit durch ihre Ungeteiltheit charakterisiert ist. Er weist darauf hin, dass man nicht prinzipiell von einer Ungeteiltheit der Einheit ausgehen kann: „Es gibt aber Fälle, wo man gar nicht vermeiden kann, an die Zerlegbarkeit zu denken, wo sogar der Schluss auf der Zusammensetzung der Einheit beruht, z. B. bei der Aufgabe: ein Tag hat 24 Stunden, wie viel Stunden haben 3 Tage.“ (§ 33)
Außerdem steht der Versuch, Zahlen aus Einheiten zu gewinnen, vor der Schwierigkeit, ob diese Einheiten nun einander gleich oder ungleich sind. Thomas Hobbes vertritt z. B. die Meinung, dass diese Einheiten einander gleich sein müssen (ähnlich sieht es auch David Hume, § 34). Sind diese Einheiten aber wirklich gleich, so kann anscheinend kein Unterschied mehr zwischen ihnen gemacht werden, es stellt sich dann die Frage, wie dann überhaupt von mehreren Dingen geredet werden soll. Aus diesem Grunde ist beispielsweise René Descartes der entgegengesetzten Ansicht, nämlich, dass die Einheiten voneinander verschieden sein müssen (§ 35). William Stanley Jevons vertritt dieselbe Auffassung, er geht sogar so weit zu behaupten, dass im Ausdruck „1 + 1“ die beiden Einsen voneinander verschieden seien (§ 36). Nach Frege wäre dann die Gleichung „1 = 1“ falsch, Jevons’ Ansicht sei daher unhaltbar (§ 36). Frege fasst die Diskussion wie folgt zusammen: „Wenn wir die Zahl durch Zusammensetzung von verschiedenen Gegenständen entstehen lassen wollen, so erhalten wir eine Anhäufung, in der die Gegenstände mit eben den Eigenschaften enthalten sind, durch die sie sich unterscheiden, und das ist nicht die Zahl. Wenn wir die Zahl andererseits durch Zusammenfassung von Gleichem bilden wollen, so fließt dies immerfort in eins zusammen, und wir kommen nie zu einer Mehrheit“(§ 39).
Versuche, die Zahlen durch Einheiten zu analysieren, kranken darüber hinaus an der prinzipiellen Schwierigkeit, dass sie kaum auf die Eins und noch weniger auf die Null anwendbar sind (§ 44).

### Freges eigene Analyse
Freges Ausgangspunkt zur Lösung der Schwierigkeiten ist die Erkenntnis, „dass die Zahlangabe eine Aussage von einem Begriffe enthalte“ (§ 46). „Begriff“ bestimmt Frege in § 70 wie folgt: „Wenn wir in dem Satze ‚Die Erde hat mehr Masse als der Mond‘ ‚die Erde‘ absondern, so erhalten wir den Begriff ‚mehr Masse als der Mond habend‘.“ Ein Begriff ist also dasselbe, was in der modernen Logik als Prädikat bezeichnet wird. Zahlen werden nun nach Frege nicht Gegenständen, sondern Begriffen zugeschrieben. Hierdurch löst sich die Schwierigkeit, dass derselbe Gegenstand (z. B. die Ilias) mit unterschiedlichen Zahlen bedacht werden kann (1 Gedicht, 24 Gesänge). Der Gegenstand wird dann durch unterschiedliche Begriffe beschrieben und diesen, nicht dem Gegenstand selbst, kommt die jeweilige Zahl zu. Die Zahl Null macht dann ebenfalls keine Schwierigkeiten mehr: „Wenn ich sage ‚die Venus hat 0 Monde‘, so ist gar kein Mond [...] da, von dem etwas ausgesagt werden könnte, aber dem Begriffe ‚Venusmond‘ wird dadurch eine Eigenschaft beigelegt, nämlich die, nichts unter sich zu befassen“ (§ 46). Frege weist darauf hin, dass sich ähnliche Überlegungen auch schon bei Spinoza finden (§ 49).
Frege kann nun auch die Schwierigkeiten in Bezug auf die „Einheit“ auflösen. Für ihn ist eine Einheit ein Begriff, der eine Sache bezeichnet, deren Teile nicht mehr derselbe Begriff zukommt (§ 54). Ein Beispiel für eine Einheit ist der Begriff „Silbe“: Teile einer Silbe sind keine Silben. Im Gegensatz dazu können Teile von roten Dingen auch rot sein, der Begriff „Rot“ ist somit keine Einheit. Begriffe, von denen Zahlen ausgesagt werden, müssen immer Einheiten sein. „Einheit in Bezug auf eine endliche Anzahl kann nur ein solcher Begriff sein, der das unter ihn Fallende bestimmt abgrenzt und keine beliebige Zerteilung gestattet.“ (§ 54).
Frege geht nun daran, die Zahlen als eigenständige Objekte, so wie sie in der Mathematik verwendet werden, zu definieren. Diese Definition sei auch auf die natürlichsprachigen Zahl-Aussagen anwendbar, nur müsse hierzu ein Satz wie „Jupiter hat vier Monde“ umgeformt werden zu „Die Zahl der Jupitermonde ist (die) Vier“ (§ 58).
Freges erster Definitionsversuch besteht darin, „die Zahl die dem Begriff F zukommt = die Zahl, die dem Begriff G zukommt“ zu definieren als „zwischen F und G gibt es eine ein-eindeutige Zuordnung“; in Freges Terminologie: die beiden Begriffe sind „gleichzahlig“ (vgl. seine Definition in § 72). Die Erkenntnis dieses Zusammenhangs schreibt er Hume zu, in der Literatur wird dieser Satz auch gelegentlich „Humes Prinzip“ (Hume’s principle) genannt. Humes Prinzip ist aber keine Definition, da sich ihm zufolge nicht entscheiden lässt, ob die Anzahl, die F zukommt, mit einem beliebigen Ding identisch ist oder nicht, dies lässt sich nur entscheiden, wenn das andere Ding auch eine Anzahl ist: „[Wenn wir] hiermit den Ausdruck ‚die Anzahl, welche dem Begriffe F zukommt‘ einführen, so haben wir für die Gleichung nur dann einen Sinn, wenn beide Seiten die eben genannte Form haben. Wir könnten nach einer solchen Definition nicht beurteilen, ob eine Gleichung wahr oder falsch ist, wenn nur die eine Seite diese Form hat“ (§ 107).
Frege definiert daher wie folgt: „Die Anzahl, welche dem Begriffe F zukommt, ist der Umfang des Begriffes ‚gleichzahlig dem Begriffe F‘“. Frege ist sich jedoch darüber im Klaren, dass er „Umfang eines Begriffes“ dabei noch nicht definiert hat. Erst in den Grundgesetzen der Arithmetik wird er Begriffsumfänge (axiomatisch) einführen. Frege versteht jedenfalls unter einem Begriffsumfang dasjenige, was wir heute als eine Menge bezeichnen. Der Umfang des Begriffs „gleichzahlig dem Begriff F“ ist also die Menge aller Begriffe, die zu F gleichzahlig sind.
Aus dieser Definition lässt sich Humes Prinzip ableiten (§ 73). Frege definiert die Zahl 0 (§ 74) und beweist einige ihrer Eigenschaften (§ 75). Er legt dann fest, was es heißt, dass zwei Zahlen aufeinander folgen (§ 79). Aus dieser Definition kann er ableiten, dass es unendlich viele Zahlen gibt (§ 81 ff.).

## Zur Konsistenz von Freges Vorschlag
In dem späteren Werk Grundgesetze der Arithmetik wird die praktische Umsetzung des logizistischen Programms, wie es in den Grundlagen angedeutet wurde, in verschiedener Hinsicht präzisiert und erweitert. Erstens werden alle Beweise streng formal durchgeführt. Zweitens decken die bewiesenen Theoreme viele weitere Teile der Arithmetik ab. Drittens werden Begriffsumfänge axiomatisch eingeführt und damit das eigentliche Fundament des Programmes geschaffen (streng genommen führt Frege „Wertverläufe“ von Funktionen ein, die aber mit Begriffsumfängen äquivalent sind). Dieses Fundament stellt sich jedoch als brüchig heraus: Bertrand Russell entdeckt hier einen Widerspruch („Russells Paradox“) und Freges Lebenswerk fällt in sich zusammen. Russell selbst soll es vorbehalten bleiben, zusammen mit Alfred North Whitehead in den Principia Mathematica (1910) die erste Umsetzung des logizistischen Programms vorzulegen.
Die Inkonsistenz in den Grundgesetzen betrifft auch die Grundlagen, denn auch dieses Werk macht von der letzten Endes widersprüchlichen Charakterisierung der Begriffsumfänge Gebrauch. Die moderne Frege-Forschung (u. a. George Boolos) hat herausgefunden, dass aber zumindest Humes Prinzip konsistent ist und dass sich auf dessen Grundlage mittels Freges Theorem das logizistische Programm verwirklichen lässt, was zur Bildung des Neo-Logizismus führte.